# Pius Fink (Politiker)
Pius Fink (* 14. Jänner 1903 in Andelsbuch; † 25. April 1983 ebenda) war ein österreichischer Bauer und Politiker (CS, VF, ÖVP). Fink war von 1945 bis 1970 Abgeordneter zum österreichischen Nationalrat.

## Leben
Pius Fink, ein Neffe von Jodok Fink, besuchte nach der Volksschule diverse Fachkurse und absolvierte zwischen 1923 und 1924 die Molkereischule in Weiler bei Lindau. Fink arbeitete als Almknecht und Käser in verschiedenen Betrieben des In- und Auslandes und wurde Meisterkäser (Lehrsenn) in der Molkereischule in Andelsbuch. Ab 1942 studierte Fink an der Hochschule für Bodenkultur in Wien und erlangte 1949 den akademischen Grad Dipl.-Ing. Er war zudem Bauer und erhielt den Berufstitel Ökonomierat verliehen.
Fink war von 1934 bis 1938 Mitglied des Bundeswirtschaftsrates und hatte später das Amt des Vizepräsidenten des Österreichischen Bauernbundes inne. Er war zudem Obmann des Katholischen Familienverbandes Vorarlberg und Kammerrat der Landwirtschaftskammer Vorarlberg. Fink vertrat die ÖVP zwischen dem 19. Dezember 1945 und dem 31. März 1970 im Nationalrat.

## Auszeichnungen
- 1955: Großes Silbernes Ehrenzeichen für Verdienste um die Republik Österreich[1]
- 1970: Ehrenzeichen des Landes Vorarlberg in Gold